# Швајцарска на Светском првенству у атлетици на отвореном 2022.
Швајцарска је на 18. Светском првенству у атлетици на отвореном 2022. одржаном у Јуџину од 15. до 25. јула учествовала осамнаести пут, односно учествовала је на свим првенствима до данас. Репрезентацију Швајцарске представљало је 24 учесника (8 мушкарца и 16 жена) који су се такмичили у 16 дисциплина (5 мушких и 11 женских).,
На овом првенству Швајцарска је по броју освојених медаља делила 40. место са 1 освојеном медаљом (1 бронзану).. У табели успешности према броју и пласману такмичара који су учествовали у финалним такмичењима (првих 8 такмичара) Швајцарска је са 7 учесника у финалу заузела 25. место са 18 бодова.
| Плас. | Земља      | 1. место | 2. место | 3. место | 4. место | 5. место | 6. место | 7. место | 8. место | Бр. финал. | Бод. |
| ----- | ---------- | -------- | -------- | -------- | -------- | -------- | -------- | -------- | -------- | ---------- | ---- |
| 25.   | Швајцарска | 0        | 0        | 1        | 0        | 1        | 1        | 1        | 3        | 7          | 18   |

## Учесници
| Мушкарци: - Вилијам Рејс — 200 м - Рики Петрукиани — 400 м - Џејсон Џозеф — 110 м препоне - Жилијен Бонвен — 400 м препоне - Дени Бранд — 400 м препоне - Лоиц Гаш — Скок увис - Сајмон Ехамер — Скок удаљ - Бенџамин Гфохлер — Скок удаљ | Жене: - Муџинба Камбуђи — 100 м, 200 м, 4 х 100 м - Џералдин Фреј — 100 м, 4 х 100 м - Ајла дел Понте — 100 м, 4 х 100 м - Силке Леманс — 400 м, 4 х 400 м - Лоре Хофман — 800 м - Дитаји Камбунџи — 100 м препоне - Ноеми Цберен — 100 м препоне - Јасмин Гигер — 400 м препоне, 4 х 400 м - Chiara Scherrer — 3.000 м препрекама - Саломе Кора — 4 х 100 м - Сара Ачо — 4 х 100 м - Rachel Pellaud — 4 х 400 м - Анина Фахр — 4 х 400 м - Јулија Нидербергер — 4 х 400 м - Ангелица Мозер — Скок мотком - Аник Калин — Седмобој |

## Резултати

### Мушкарци
| Атлетичар        | Дисциплина    | Лични рекорд | Квалификације   | Квалификације | Полуфинале            | Полуфинале            | Финале                | Финале       | Детаљи |
| Атлетичар        | Дисциплина    | Лични рекорд | Резултат        | Место         | Резултат              | Место                 | Резултат              | Место        | Детаљи |
| ---------------- | ------------- | ------------ | --------------- | ------------- | --------------------- | --------------------- | --------------------- | ------------ | ------ |
| Вилијам Рејс     | 200 м         | 20,24        | 20,71 ЛРС       | 4. у гр. 4    | Нису се квалификовали | Нису се квалификовали | Нису се квалификовали | 32 / 44 (49) |        |
| Рики Петрукиани  | 400 м         | 45,02 НР     | 46,60 (.598)    | 5. у гр. 3    | Нису се квалификовали | Нису се квалификовали | Нису се квалификовали | 34 / 41      |        |
| Џејсон Џозеф     | 110 м препоне | 13,12 НР     | 13,49 (.484) КВ | 4. у гр. 1    | 13,37 (.667)          | 7. у гр. 1            | Нису се квалификовали | 23 / 36 (41) |        |
| Ник Смидт        | 400 м препоне | 49,12        | 49,80 КВ        | 4. у гр. 2    | 49,56                 | 5. у гр. 3            | Нису се квалификовали | 15 / 35 (37) |        |
| Рамсеј Ангела    | 400 м препоне | 49,07        | 49,62 КВ        | 2. у гр. 5    | 49,77                 | 4. у гр. 1            | Нису се квалификовали | 17 / 35 (37) |        |
| Лоиц Гаш         | Скок увис     | 2,33 НР      | 2,21            | 11. у гр. А   |                       |                       | Нису се квалификовали | 22 / 26 (29) |        |
| Сајмон Ехамер    | Скок удаљ     | 8,45 НР      | 8,09 кв         | 3. у гр. А    | 8,16                  |                       |                       |              |        |
| Бенџамин Гфохлер | Скок удаљ     | 8,13         | 7,40            | 14. у гр. Б   | Није се квалификовао  | 29 / 29 (32)          |                       |              |        |

### Жене
| Атлетичарка                                                        | Дисциплина       | Лични рекорд | Квалификације     | Квалификације | Полуфинале            | Полуфинале            | Финале                | Финале       | Детаљи |
| Атлетичарка                                                        | Дисциплина       | Лични рекорд | Резултат          | Место         | Резултат              | Место                 | Резултат              | Место        | Детаљи |
| ------------------------------------------------------------------ | ---------------- | ------------ | ----------------- | ------------- | --------------------- | --------------------- | --------------------- | ------------ | ------ |
| Џералдин Фреј                                                      | 100 м            | 11,23        | 11,30 (.297)      | 5. у гр. 4    | Нису се квалификовале | Нису се квалификовале | Нису се квалификовале | 34 / 49      |        |
| Ајла дел Понте                                                     | 100 м            | 10,90        | 11,41             | 5. у гр. 6    | Нису се квалификовале | Нису се квалификовале | Нису се квалификовале | 37 / 49      |        |
| Муџинба Камбуђи                                                    | 100 м            | 10,89 НР     | 10,97 КВ          | 1. у гр. 7    | 10,96 кв              | 4. у гр. 2            | 10,91                 | 5 / 49       |        |
| Муџинба Камбуђи                                                    | 200 м            | 22,18 НР     | 22,34 КВ          | 2. у гр. 5    | 22,05 кв, НР, ЛР      | 3. у гр. 1            | 22,55                 | 8 / 44 (45)  |        |
| Силке Леманс                                                       | 400 м            | 52,01        | 52,86             | 5. у гр. 5    | Није се квалификовала | Није се квалификовала | Није се квалификовала | 38 / 43      |        |
| Лоре Хофман                                                        | 800 м            | 1:58,50      | 2:01,63 (.623) КВ | 2. у гр. 2    | 1:59,88 ЛРС           | 4. у гр. 3            | Нису се квалификовале | 8 / 45       |        |
| Дитаји Камбунџи                                                    | 100 м препоне    | 12,77        | 13,12 (.113) кв   | 5. у гр. 3    | 12,70 ЛР              | 6. у гр. 1            | Нису се квалификовале | 10 / 38 (42) |        |
| Ноеми Цберен                                                       | 100 м препоне    | 12,71        | 13,00 КВ          | 3. у гр. 2    | 12,94 ЛРС             | 7. у гр. 3            | Нису се квалификовале | 20 / 38 (42) |        |
| Јасмин Гигер                                                       | 400 м препоне    | 55,25        | 55,90 кв, ЛРС     | 5. у гр. 1    | 56,31                 | 8. у гр. 3            | Нису се квалификовале | 24 / 36 (37) |        |
| Chiara Scherrer                                                    | 3.000 м препреке | 9:20,28 НР   | 9:22,15           | 9. у гр. 2    |                       |                       | Нису се квалификовале | 18 / 42      |        |
| Џералдин Фреј Муџинба Камбуђи Саломе Кора Ајла Дел Понте Сара Атчо | 4 х 100 м        | 42,05 НР     | 42,73 кв          | 5. у гр. 2    | 42,81                 | 7 / 16                |                       |              |        |
| Силке Леманс Јулија Нидербергер Анина Фахр Јасмин Гигер            | 4 х 400 м        | 3:25,90 НР   | 3:29,11 кв, НРС   | 4. у гр. 1    | 3:27,81 НРС           | 8 / 14 (16)           |                       |              |        |
| Ангелица Мозер                                                     | Скок мотком      | 4,66         | 4,35 кв           | 8. у гр. Б    | 4,60                  | 8 / 28 (30)           |                       |              |        |

#### Седмобој
| Дисциплина    | Аник Калин   | Аник Калин  | Аник Калин | Аник Калин | Аник Калин   | Аник Калин  |
| Дисциплина    | Лични рекорд | Резултат    | Бод.       | Плас.      | Укупно       | Плас.       |
| ------------- | ------------ | ----------- | ---------- | ---------- | ------------ | ----------- |
| 100 м препоне | 13,21        | 13,17 ЛР    | 1.099      | 2.         | 1.099        | 2.          |
| Скок увис     | 1,81         | 1,74        | 903        | 12.        | 2.002        | 8.          |
| Бацање кугле  | 13,81        | 13,71       | 775        | 8.         | 2.777        | 8.          |
| 200 м         | 23,89        | 24,05       | 976        | 7.         | 3.753        | 8.          |
| Скок удаљ     | 6,62         | 6,56        | 1.027      | 2.         | 4.780        | 6.          |
| Бацање копља  | 49,11        | 48,25       | 826        | 5.         | 5.606        | 5.          |
| 800 м         | 2:17,38      | 2:17,49 ЛРС | 858        | 9.         | 6.464        | 6.          |
| Седмобој      | 6.398 НР     |             |            |            | 6.464 НР, ЛР | 6 / 12 (16) |